# Liga Națională de hochei
Liga Națională de hochei este primul eșalon din sistemul competițional hocheistic din România fondată în anul 1924. Competiția este organizată de Federația Română de Hochei pe Gheață.

## Cluburile românești în competiții europene în sezonul 2024-25
| Competiție             | Echipă          | Progres    |
| ---------------------- | --------------- | ---------- |
| Erste Liga             | Corona Brașov   | Semifinale |
| Erste Liga             | HSC Csíkszereda | Finală     |
| Erste Liga             | ACSH Gheorgheni | Campioană  |
| Cupa continentală IIHF | Corona Brașov   | Runda 3    |

## Echipele participante
În sezonul 2024-2025 s-au înscris șapte echipe.
| Club               |
| ------------------ |
| ACSH Gheorgheni    |
| Corona Brașov      |
| Háromszéki Ágyúsok |
| CSM Galați         |
| HSC Csíkszereda    |
| Sportul Studențesc |
| Steaua Rangers     |

## Campioane
Presa vremii a menționat că primul campionat național a fost organizat în anul 1925 la Brașov. Au participat patru echipe, două din Brașov și două din București. Prima ediție a CN sub egida Comisiunii Sporturilor de Iarnă a avut loc în 1927.
| - 1925 Brașovia Brașov - 1926 Nu s-a jucat - 1927 Hochei Club București - 1928 Hochei Club București - 1929 Hochei Club București - 1930 Tenis Club București - 1931 Tenis Club București - 1932 Tenis Club București - 1933 Tenis Club București - 1934 Tenis Club București - 1935 Telefon Club București - 1936 Bragadiru București - 1937 Telefon Club București - 1938 Dragoș Vodă Cernăuți - 1939 Nu s-a jucat - 1940 Rapid București - 1941 Juventus București - 1942 Juventus București - 1943 Juventus București - 1944 Venus București - 1945 Juventus București - 1946 Juventus București - 1947 Ciocanul București - 1948 Nu s-a jucat - 1949 IPEIL Miercurea Ciuc - 1950 RATA Târgu Mureș | - 1951 Locomotiva–RATA Târgu Mureș - 1952 Avântul Miercurea Ciuc - 1953 Casa Centrală a Armatei - 1954 Știința Cluj - 1955 Casa Centrală a Armatei - 1956 Casa Centrală a Armatei - 1957 Recolta Miercurea Ciuc - 1958 Casa Centrală a Armatei - 1959 Casa Centrală a Armatei - 1960 Voința Miercurea Ciuc - 1961 Casa Centrală a Armatei - 1962 Casa Centrală a Armatei - 1963 Voința Miercurea Ciuc - 1964 Steaua București - 1965 Steaua București - 1966 Steaua București - 1967 Steaua București - 1968 Dinamo București - 1969 Steaua București - 1970 Steaua București - 1971 Dinamo București - 1972 Dinamo București - 1973 Dinamo București - 1974 Steaua București - 1975 Steaua București - 1976 Dinamo București | - 1977 Steaua București - 1978 Steaua București - 1979 Dinamo București - 1980 Steaua București - 1981 Dinamo București - 1982 Steaua București - 1983 Steaua București - 1984 Steaua București - 1985 Steaua București - 1986 Steaua București - 1987 Steaua București - 1988 Steaua București - 1989 Steaua București - 1990 Steaua București - 1991 Steaua București - 1992 Steaua București - 1993 Steaua București - 1994 Steaua București - 1995 Steaua București - 1996 Steaua București - 1997 SC Miercurea Ciuc - 1998 Steaua București - 1999 Steaua București - 2000 SC Miercurea Ciuc - 2001 Steaua București - 2002 Steaua București | - 2003 Steaua București - 2004 SC Miercurea Ciuc - 2005 Steaua București - 2006 Steaua București - 2007 SC Miercurea Ciuc - 2008 SC Miercurea Ciuc - 2009 SC Miercurea Ciuc - 2010 SC Miercurea Ciuc - 2011 HSC Csíkszereda - 2012 HSC Csíkszereda - 2013 HSC Csíkszereda - 2014 Corona Brașov - 2015 CSM Dunărea Galați - 2016 CSM Dunărea Galați - 2017 Corona Brașov - 2018 HSC Csíkszereda - 2019 Corona Brașov - 2020 anulat - 2021 Corona Brașov - 2022 HSC Csíkszereda - 2023 Corona Brașov - 2024 Corona Brașov - 2025 ACSH Gheorgheni |

## Numărul de titluri
| Titluri | Echipă                            | Ani |
| ------- | --------------------------------- | --- |
| 40      | Steaua Rangers                    | 1953, 1955, 1956, 1958, 1959, 1961, 1962, 1964, 1965, 1966, 1967, 1969, 1970, 1974, 1975, 1977, 1978, 1980, 1982, 1983, 1984, 1985, 1986, 1987, 1988, 1989, 1990, 1991, 1992, 1993, 1994, 1995, 1996, 1998, 1999, 2001, 2002, 2003, 2005, 2006 |
| 17      | SC Miercurea Ciuc/HSC Csíkszereda | 1949, 1952, 1957, 1960, 1963, 1997, 2000, 2004, 2007, 2008, 2009, 2010, 2011, 2012, 2013, 2018, 2022 |
| 7       | Dinamo București                  | 1968, 1971, 1972, 1973, 1976, 1979, 1981 |
| 6       | Corona Brașov                     | 2014, 2017, 2019, 2021, 2023, 2024 |
| 5       | Tenis Club București              | 1930, 1931, 1932, 1933, 1934 |
| 5       | HC Juventus București             | 1941, 1942, 1945, 1946, 1947 |
| 3       | HC București                      | 1927, 1928, 1929 |
| 2       | Telefon Club București            | 1935, 1937 |
| 2       | Locomotiva RATA Târgu Mureș       | 1950, 1951 |
| 2       | Dunărea Galați                    | 2015, 2016 |
| 1       | Brașovia Brașov                   | 1925 |
| 1       | Dragoș Vodă Cernăuți              | 1938 |
| 1       | HC Bragadiru București            | 1936 |
| 1       | Rapid București                   | 1940 |
| 1       | Venus București                   | 1944 |
| 1       | Știința Cluj                      | 1954 |
| 1       | ACSH Gheorgheni                   | 2025 |